# Canet-en-Roussillon
Canet-en-Roussillon (på Catalansk: Canet de Rosselló) er en by og kommune i departementet Pyrénées-Orientales i Sydfrankrig.
Canet er en populær badeby, som om sommeren tiltrækker store mængder turister.

## Geografi
Canet ligger ved Middelhavet 10 km øst for Perpignan. Mod sydøst ligger Cabestany (9 km) og mod syd Saint-Cyprien (11 km) og Saint-Nazaire (5 km). Kommunen afgrænses mod nord af floden Têts udmunding i Middelhavet og mod øst af Middelhavet. Mod syd ligger indsøen Étang de Canet-Saint-Nazaire.

## Historie
Fund af redskaber vidner om, at Canet har været beboet siden forhistorisk tid. Et keltisk folk slog sig derefter ned i området i det 9. eller 8. århundrede fvt. Gravurner fra denne tid blev udgravet i 1970-80 blandt andet ved boligområdet Chênes Verts.
I romertiden var Canet uden tvivl udskibningssted for Ruscino - det gamle Perpignan. Et stort antal handelsvarer er passeret hen over stranden. Spor af romersk bebyggelse er fundet ved Baja del Puig øst for den nuværende by og blev udgravet i 1980'erne af foreningen Amis du Vieux Canet (det gamle Canets venner). udover lervarer og dårligt bevarede bygningsrester fra romertiden, fandt man også spor fra den senere visigotiske periode (6. - 7. århundrede).
Den nuværende by voksede op omkring slottet - på grunde af de urolige tider - i det 8. århundrede. Det er formentligt også på denne tid, de første fæstningsværker omkring byen er bygget. Selve slottet nævnes først omkring 1050 under Gausfied II, greve af Roussillon. I de følgende århundreder var herremændene i Canet relativt betydende og store jordejere.
I 1642 blev byen, som på dette tidspunkt hørte til Spanien hårdt ramt af et fransk bombardement. Flere huse blev ødelagt og byen blev endeligt indtaget af Frankrig. I april 1649 udnævnte Ludvig den 14. Joseph Fontanella til vicegreve af Canet og samtidig til regent for kancelliet for Catalonien, Roussillon og Cerdagne.
I begyndelsen af de 18. århundrede blev byens fæstningsværker opgivet af hæren og blev derefter brugt som bygningsmaterialer af indbyggerne. I det 19. århundrede var murene ødelagt bortset fra de dele, der indgik i eksisterende bygninger.
Allerede i det 18. århundrede begyndte Canet den udvikling, der skulle gøre byen til et populært badested. Udviklingen fortsatte i det 19. århundrede. I år 1900 blev byen forbundet til Perpignan med en sporvognslinje og byggeriet langs stranden tog for alvor fart. Med indførelsen af betalt ferie i 1936 gik det endnu stærkere selv om 2. verdenskrig lagde en midlertidig dæmper på udviklingen.
1. januar 1972 kommunerne Canet og Saint-Nazaire lagt sammen, men igen delt 15. november 1983.

## Borgmesteren
| Navn                  | Periode            |
| --------------------- | ------------------ |
| Joseph Cassanyes      | 1790-1792          |
| Jacques Bonet         | 1792-1795          |
| Jacques Cassanyes     | 1796-1797          |
| Julien Canal          | 1798-1798          |
| Jacques Cassanyes     | 1799-1800          |
| Jacques Bonet         | 1800-1813          |
| Joseph Cassanyes      | 02.1813-28.10.1814 |
| Saturnin Cargoles     | 1814-1826          |
| Antoine Gaux          | 1826-1831          |
| Joseph Cassanyes fils | 1831-1848          |
| Julien Canal fils     | 03.1848-06.1848    |
| Pierre Roger          | 06.1848-09.1848    |
| Joseph Cassanyes      | 09.1848-08.1851    |
| Julien Canal          | 08.1851-12.1851    |
| Julien Canal          | 1851-1865          |
| Jean Bartissol        | 1865-09.1870       |
| Michel Pages          | 09.1870-12.1870    |
| Joseph Berga          | 1870-1874          |
| Côme Roger            | 1874-1881          |
| Jean Lafon            | 1881-1890          |
| Jacques Xamma         | 1891-1892          |
| Henri Castany         | 1892-1904          |
| Basile Darbon         | 1904-05.1912       |
| Isidore Boutet        | 05.1912-1918       |
| François Alies        | 1918-1919          |
| Joseph Lafon          | 1920-1925          |
| Jacques Xamma         | 1925-1930          |
| Joseph Lafon          | 1929-1930          |
| Gabriel Henric        | 1930-1941          |
| Désiré Riu            | 1941-1943          |
| Pierre Fourcade       | 1943-1944          |
| Gabriel Henric        | 1944-1947          |
| Joseph Pagès          | 1947-1950          |
| François Moudat       | 1950–1965          |
| Christian Brignieu    | 1965–1966          |
| François Moudat       | 1966–1971          |
| Jacques Coupet        | 1971–1989          |
| Arlette Franco        | 1989–2010          |
| Bernard Dupont        | 2010-              |

## Demografi

### Udvikling i folketal
| 1793 | 1800 | 1806 | 1821 | 1831 | 1836 | 1841 | 1846 | 1851 |
| ---- | ---- | ---- | ---- | ---- | ---- | ---- | ---- | ---- |
| 225  | 281  | 233  | 365  | 384  | 388  | 405  | 466  | 509  |

| 1856 | 1861 | 1866 | 1872 | 1876 | 1881 | 1886 | 1891 | 1896  |
| ---- | ---- | ---- | ---- | ---- | ---- | ---- | ---- | ----- |
| 498  | 524  | 612  | 662  | 754  | 806  | 887  | 914  | 1.012 |

| 1901  | 1906  | 1911  | 1921  | 1926  | 1931  | 1936  | 1946  | 1954  |
| ----- | ----- | ----- | ----- | ----- | ----- | ----- | ----- | ----- |
| 1.026 | 1.102 | 1.215 | 1.226 | 1.230 | 1.199 | 1.238 | 1.213 | 1.853 |

| 1962                                                              | 1968  | 1975  | 1982  | 1990  | 1999   | 2006   | 2011   | 2017   |
| ----------------------------------------------------------------- | ----- | ----- | ----- | ----- | ------ | ------ | ------ | ------ |
| 2.646                                                             | 3.658 | 5.127 | 7.219 | 7.575 | 10.182 | 11.702 | 13.091 | 12.130 |
| Tal fra og med 1962 er uden dobbelttælling (sans doubles comptes) |       |       |       |       |        |        |        |        |

## Venskabsbyer
- Maynooth, Irland (2011)[4]